# Brooke Buschkuehl
Brooke Buschkuehl z domu Stratton (ur. 12 lipca 1993 w Box Hill w stanie Wiktoria) – australijska lekkoatletka specjalizująca się w skoku w dal.
Dziesiąta zawodniczka mistrzostw świata juniorów młodszych w Bressanone (2009). W 2010 i 2012 startowała na mistrzostwach świata juniorów, zajmując odpowiednio 6. i 7. miejsce. Uczestniczka światowego czempionatu w Pekinie (2015). Na początku kolejnego roku zajęła 5. miejsce na halowych mistrzostwach świata w Portland, a następnie była siódma na igrzyskach olimpijskich w Rio de Janeiro.
Złota medalistka mistrzostw Australii.
Rekordy życiowe: stadion – 7,13 (9 lipca 2022, Chula Vista) – rekord Australii i Oceanii; hala – 6,75 (18 marca 2016, Portland).

## Osiągnięcia
| Rok  | Impreza                               | Miejsce        | Lokata            | Wynik |
| ---- | ------------------------------------- | -------------- | ----------------- | ----- |
| 2009 | Mistrzostwa świata juniorów młodszych | Bressanone     | 10. miejsce       | 5,86  |
| 2010 | Mistrzostwa świata juniorów           | Moncton        | 6. miejsce        | 6,05  |
| 2012 | Mistrzostwa świata juniorów           | Barcelona      | 7. miejsce        | 6,42  |
| 2015 | Mistrzostwa świata                    | Pekin          | el. – 14. miejsce | 6,64  |
| 2016 | Halowe mistrzostwa świata             | Portland       | 5. miejsce        | 6,75  |
| 2016 | Igrzyska olimpijskie                  | Rio de Janeiro | 7. miejsce        | 6,74  |
| 2017 | Mistrzostwa Świata                    | Londyn         | 6. miejsce        | 6,67  |
| 2018 | Igrzyska Wspólnoty Narodów            | Gold Coast     | 2. miejsce        | 6,77  |
| 2018 | Puchar interkontynentalny             | Ostrawa        | 2. miejsce        | 6,71  |
| 2019 | Mistrzostwa świata                    | Doha           | 10. miejsce       | 6,46  |
| 2021 | Igrzyska olimpijskie                  | Tokio          | 7. miejsce        | 6,83  |
| 2022 | Mistrzostwa świata                    | Eugene         | 5. miejsce        | 6,87  |
| 2022 | Igrzyska Wspólnoty Narodów            | Birmingham     | 2. miejsce        | 6,95  |
| 2023 | Mistrzostwa świata                    | Budapeszt      | el. – 17. miejsce | 6,55  |
| 2024 | Igrzyska olimpijskie                  | Paryż          | el. – 25. miejsce | 6,31  |